# Alberto Bruttomesso
Alberto Bruttomesso (Valdagno, 30 oktober 2003) is een Italiaans wielrenner die in 2024 prof werd bij Bahrain Victorious.

## Carrière
Als tweedejaars junior won Bruttomesso een etappe in de Ronde van de Lunigiana. Later dat jaar nam hij deel aan de wegwedstrijd voor junioren op het wereldkampioenschap, waar hij op plek 47 eindigde.
In juni 2022 won Bruttomesso de openingsetappe van de Ronde van Italië voor beloften: in de massasprint bleef hij Casper van Uden en Kasper Andersen voor. De leiderstrui die hij daaraan overhield moest hij een dag later afstaan aan Leo Hayter, de latere eindwinnaar. In november 2022 werd bekend dat Bruttomesso een contract had getekend bij Bahrain Victorious, dat hem eerst een seizoen bij Cycling Team Friuli zou stallen. In maart 2023 sprintte Bruttomesso, achter Bartłomiej Proć, naar de tweede plek in de GP Slovenian Istria. Een maand later won hij, samen met zijn ploeggenoten van CTF, de openingsploegentijdrit in de Carpathian Couriers Race. Ook de vierde etappe van die Poolse etappekoers schreef hij op zijn naam.
In 2024 werd Bruttomesso prof bij Bahrain Victorious.

## Overwinningen
2021
2e etappe deel A Ronde van de Lunigiana
2022
1e etappe Ronde van Italië, Beloften
2023
1e (ploegentijdrit) en 4e etappe Carpathian Couriers Race

### Resultaten in voornaamste wedstrijden
|      | \| Jaar \| Gent-Wevelgem \| \| ---- \| ------------- \| \| 2025 \| opgave \| |
| Jaar | Gent-Wevelgem                                                                |
| 2025 | opgave                                                                       |

## Ploegen
- 2022 –  Zalf Euromobil Fior
- 2023 –  Cycling Team Friuli ASD
- 2024 –  Bahrain Victorious
- 2025 –  Bahrain Victorious

Arashiro · Arndt · Bauhaus · Bilbao · Bruttomesso · Buitrago · Buratti · Caruso · Govekar · Gradek · Haig · Kepplinger · Madan · Miholjević · Mohorič · Pasqualon · Pickering · Poels · Price-Pejtersen · Rajović · Scott · Stannard (vanaf 19/8) · Sütterlin · Tiberi · Træen · Tu · Wiśniowski (vanaf 1/3) · Wright · Zambanini · Skerl (stagiair) · van der Meulen (stagiair) · Van Mechelen (stagiair)
Arndt · Bauhaus · Bilbao · Bruttomesso · Buitrago · Buratti · Caruso · Ermakov · Eržen · Eulálio · Govekar · Gradek · Haig · Kepplinger · Martinez · Miholjević · Mohorič · Paasschens · Pasqualon · Pickering · Skerl · Stannard · Stockwell · Tiberi · Træen · Tu · van der Meulen · Van Mechelen · Wright · Zambanini